# Stenacris
Stenacris es un género de saltamontes de la subfamilia Leptysminae, familia Acrididae, y está asignado a la tribu Leptysmini. Este género se distribuye en Estados Unidos (Florida), Centroamérica y Sudamérica (excepto Chile).

## Especies
Las siguientes especies pertenecen al género Stenacris:
- Stenacris caribea (Rehn & Hebard, 1938)
- Stenacris fissicauda (Bruner, 1908)
- Stenacris megacephala Bruner, 1920
- Stenacris minor (Bruner, 1906)
- Stenacris vitreipennis (Marschall, 1836)
- Stenacris xanthochlora (Marschall, 1836)